# Eleições presidenciais de 2016 na Guarda

## Resultados Oficiais
| Candidato               | Candidato                | Votos  | %               |
| ----------------------- | ------------------------ | ------ | --------------- |
|                         | Marcelo Rebelo de Sousa  | 10 882 | 56,12 / 100,00  |
|                         | António Sampaio da Nóvoa | 4 486  | 23,13 / 100,00  |
|                         | Marisa Matias            | 2 046  | 10,55 / 100,00  |
|                         | Maria de Belém Roseira   | 700    | 3,61 / 100,00   |
|                         | Vitorino Silva           | 501    | 2,58 / 100,00   |
|                         | Paulo de Morais          | 335    | 1,73 / 100,00   |
|                         | Edgar Silva              | 252    | 1,30 / 100,00   |
|                         | Henrique Neto            | 113    | 0,58 / 100,00   |
|                         | Cândido Ferreira         | 42     | 0,22 / 100,00   |
|                         | Jorge Sequeira           | 35     | 0,18 / 100,00   |
| Votos Inválidos         | Votos Inválidos          | 446    | 2,25 / 100,00   |
| Total                   | Total                    | 19 838 | 100,00 / 100,00 |
| Eleitorado/Participação | Eleitorado/Participação  | 39 589 | 50,11 / 100,00  |

## Resultados por Freguesia
Os resultados dos candidatos por freguesia foram os seguintes:
| Freguesia                           | %     | %     | %     | %     | %    | %    | %    | %    | %    | %    | Votantes |
| Freguesia                           | MRS   | ASN   | MM    | MBR   | VS   | PM   | ES   | HN   | CF   | JS   | Votantes |
| ----------------------------------- | ----- | ----- | ----- | ----- | ---- | ---- | ---- | ---- | ---- | ---- | -------- |
| Adão                                | 71,52 | 11,26 | 6,62  | 4,64  | 3,31 | 0    | 0    | 1,99 | 0,66 | 0    | 155      |
| Aldeia do Bispo                     | 51,61 | 30,65 | 3,23  | 4,84  | 2,42 | 1,61 | 2,42 | 0,81 | 0,81 | 1,61 | 129      |
| Aldeia Viçosa                       | 57,29 | 25,52 | 4,69  | 6,77  | 0,52 | 1,56 | 2,60 | 1,04 | 0    | 0    | 194      |
| Alvendre                            | 65,17 | 14,61 | 12,36 | 3,37  | 1,12 | 0    | 2,25 | 0    | 1,12 | 0    | 90       |
| Arrifana                            | 64,60 | 17,15 | 8,76  | 3,28  | 1,82 | 1,09 | 0,73 | 1,46 | 0,73 | 0,36 | 283      |
| Avelãs da Ribeira                   | 60,00 | 14,44 | 17,78 | 3,33  | 1,11 | 0    | 2,22 | 1,11 | 0    | 0    | 93       |
| Avelãs de Ambom e Rocamondo         | 50,00 | 26,14 | 6,82  | 9,09  | 1,14 | 0    | 4,55 | 1,14 | 0    | 1,14 | 90       |
| Benespera                           | 50,00 | 31,90 | 3,45  | 4,31  | 4,31 | 0    | 4,31 | 0,86 | 0,86 | 0    | 120      |
| Casal de Cinza                      | 72,32 | 12,55 | 9,23  | 1,85  | 2,58 | 0    | 0,74 | 0,37 | 0,37 | 0    | 277      |
| Castanheira                         | 66,49 | 14,43 | 7,73  | 2,58  | 2,58 | 1,03 | 1,55 | 2,06 | 1,03 | 0,52 | 199      |
| Cavadoude                           | 51,08 | 26,62 | 11,51 | 2,16  | 7,19 | 0,72 | 0,72 | 0    | 0    | 0    | 143      |
| Codesseiro                          | 63,81 | 11,43 | 15,24 | 4,76  | 3,81 | 0    | 0    | 0    | 0,95 | 0    | 109      |
| Corujeira e Trinta                  | 49,09 | 29,09 | 10,18 | 4,00  | 4,00 | 1,82 | 0,73 | 1,09 | 0    | 0    | 281      |
| Faia                                | 60,82 | 25,77 | 6,19  | 0     | 3,09 | 0    | 2,06 | 1,03 | 1,03 | 0    | 100      |
| Famalicão                           | 51,65 | 21,90 | 14,05 | 7,85  | 0,83 | 0    | 2,07 | 0,41 | 0,83 | 0,41 | 249      |
| Fernão Joanes                       | 46,90 | 29,66 | 12,41 | 8,28  | 0    | 1,38 | 0    | 1,38 | 0    | 0    | 148      |
| Gonçalo                             | 33,69 | 35,28 | 12,77 | 5,67  | 2,48 | 0,35 | 8,51 | 0,53 | 0,35 | 0,35 | 573      |
| Gonçalo Bocas                       | 59,17 | 19,17 | 10,00 | 5,00  | 1,67 | 0,83 | 1,67 | 0    | 0,83 | 1,67 | 128      |
| Guarda                              | 56,00 | 23,57 | 11,12 | 2,92  | 2,46 | 2,16 | 0,98 | 0,50 | 0,12 | 0,16 | 11 751   |
| Jarmelo (São Miguel)                | 58,45 | 23,19 | 10,41 | 2,90  | 1,45 | 0,97 | 0,97 | 0,48 | 1,45 | 0    | 212      |
| Jarmelo (São Pedro)                 | 65,26 | 18,42 | 6,32  | 3,68  | 2,11 | 2,11 | 1,58 | 0,53 | 0    | 0    | 199      |
| João Antão                          | 54,55 | 26,14 | 7,95  | 1,14  | 6,82 | 1,14 | 2,27 | 0    | 0    | 0    | 91       |
| Maçainhas                           | 43,43 | 33,27 | 13,49 | 4,90  | 1,40 | 0,88 | 1,93 | 0,35 | 0    | 0,35 | 584      |
| Marmeleiro                          | 71,84 | 16,02 | 3,40  | 0,97  | 3,40 | 2,43 | 1,94 | 0    | 0    | 0    | 208      |
| Meios                               | 54,44 | 24,44 | 10,00 | 4,44  | 5,56 | 0    | 0    | 1,11 | 0    | 0    | 93       |
| Mizarela, Pero Soares e Vila Soeiro | 36,15 | 33,85 | 10,77 | 13,08 | 2,31 | 0,77 | 0,77 | 0,77 | 1,54 | 0    | 137      |
| Panoias de Cima                     | 54,06 | 22,61 | 12,01 | 4,24  | 4,24 | 2,12 | 0,35 | 0,35 | 0    | 0    | 289      |
| Pega                                | 57,33 | 10,67 | 13,33 | 10,67 | 4,00 | 2,67 | 0    | 1,33 | 0    | 0    | 76       |
| Pera do Moço                        | 64,14 | 14,94 | 10,11 | 5,06  | 2,53 | 1,15 | 0,92 | 0,46 | 0,69 | 0    | 457      |
| Porto da Carne                      | 71,68 | 15,03 | 4,62  | 6,36  | 2,31 | 0    | 0    | 0    | 0    | 0    | 182      |
| Pousade e Albardo                   | 63,58 | 17,88 | 4,64  | 5,30  | 3,31 | 3,31 | 0    | 1,99 | 0    | 0    | 158      |
| Ramela                              | 63,55 | 14,95 | 7,48  | 9,35  | 1,87 | 0    | 0    | 0,93 | 1,87 | 0    | 116      |
| Rochoso e Monte Margarida           | 67,31 | 12,82 | 3,85  | 8,33  | 1,28 | 3,21 | 2,56 | 0,64 | 0    | 0    | 156      |
| Santana da Azinha                   | 65,58 | 14,94 | 12,34 | 1,95  | 2,60 | 0,65 | 0,65 | 1,30 | 0    | 0    | 155      |
| Sobral da Serra                     | 61,07 | 20,61 | 7,63  | 4,58  | 1,53 | 2,29 | 1,53 | 0,76 | 0    | 0    | 137      |
| Vale de Estrela                     | 59,36 | 23,74 | 7,31  | 4,57  | 2,28 | 0,46 | 1,37 | 0,46 | 0,46 | 0    | 223      |
| Valhelhas                           | 37,91 | 36,26 | 9,89  | 3,30  | 6,59 | 3,30 | 1,65 | 0,55 | 0,55 | 0    | 188      |
| Vela                                | 51,26 | 29,15 | 11,06 | 2,51  | 3,02 | 2,51 | 0    | 0    | 0    | 0,50 | 204      |
| Videmonte                           | 62,06 | 14,23 | 9,49  | 4,74  | 4,35 | 1,19 | 1,19 | 1,58 | 0    | 1,19 | 258      |
| Vila Cortês do Mondego              | 30,77 | 35,38 | 18,46 | 5,38  | 4,62 | 1,54 | 3,08 | 0,77 | 0    | 0    | 131      |
| Vila Fernando                       | 73,63 | 12,44 | 7,96  | 1,00  | 2,99 | 0,50 | 0,50 | 1,00 | 0    | 0    | 208      |
| Vila Franca do Deão                 | 56,10 | 19,51 | 9,76  | 6,10  | 4,88 | 2,44 | 1,22 | 0    | 0    | 0    | 84       |
| Vila Garcia                         | 66,86 | 15,70 | 9,88  | 3,49  | 3,49 | 0    | 0,58 | 0    | 0    | 0    | 180      |
| Guarda                              | 56,12 | 23,13 | 10,55 | 3,61  | 2,58 | 1,73 | 1,30 | 0,58 | 0,22 | 0,18 | 19 838   |

#### Adão
| Candidato               | Candidato                | Votos | %               |
| ----------------------- | ------------------------ | ----- | --------------- |
|                         | Marcelo Rebelo de Sousa  | 108   | 71,52 / 100,00  |
|                         | António Sampaio da Nóvoa | 17    | 11,26 / 100,00  |
|                         | Marisa Matias            | 10    | 6,62 / 100,00   |
|                         | Maria de Belém Roseira   | 7     | 4,64 / 100,00   |
|                         | Vitorino Silva           | 5     | 3,31 / 100,00   |
|                         | Henrique Neto            | 3     | 1,99 / 100,00   |
|                         | Cândido Ferreira         | 1     | 0,66 / 100,00   |
|                         | Paulo de Morais          | 0     | 0,00 / 100,00   |
|                         | Edgar Silva              | 0     | 0,00 / 100,00   |
|                         | Jorge Sequeira           | 0     | 0,00 / 100,00   |
| Votos Inválidos         | Votos Inválidos          | 4     | 2,65 / 100,00   |
| Total                   | Total                    | 155   | 100,00 / 100,00 |
| Eleitorado/Participação | Eleitorado/Participação  | 338   | 45,86 / 100,00  |

#### Aldeia do Bispo
| Candidato               | Candidato                | Votos | %               |
| ----------------------- | ------------------------ | ----- | --------------- |
|                         | Marcelo Rebelo de Sousa  | 64    | 51,61 / 100,00  |
|                         | António Sampaio da Nóvoa | 38    | 30,65 / 100,00  |
|                         | Maria de Belém Roseira   | 6     | 4,84 / 100,00   |
|                         | Marisa Matias            | 4     | 3,23 / 100,00   |
|                         | Vitorino Silva           | 3     | 2,42 / 100,00   |
|                         | Edgar Silva              | 3     | 2,42 / 100,00   |
|                         | Paulo de Morais          | 2     | 1,61 / 100,00   |
|                         | Jorge Sequeira           | 2     | 1,61 / 100,00   |
|                         | Henrique Neto            | 1     | 0,81 / 100,00   |
|                         | Cândido Ferreira         | 1     | 0,81 / 100,00   |
| Votos Inválidos         | Votos Inválidos          | 5     | 3,88 / 100,00   |
| Total                   | Total                    | 129   | 100,00 / 100,00 |
| Eleitorado/Participação | Eleitorado/Participação  | 195   | 66,15 / 100,00  |

#### Aldeia Viçosa
| Candidato               | Candidato                | Votos | %               |
| ----------------------- | ------------------------ | ----- | --------------- |
|                         | Marcelo Rebelo de Sousa  | 110   | 57,29 / 100,00  |
|                         | António Sampaio da Nóvoa | 49    | 25,52 / 100,00  |
|                         | Marisa Matias            | 13    | 6,77 / 100,00   |
|                         | Maria de Belém Roseira   | 9     | 4,69 / 100,00   |
|                         | Edgar Silva              | 5     | 2,60 / 100,00   |
|                         | Paulo de Morais          | 3     | 1,56 / 100,00   |
|                         | Henrique Neto            | 2     | 1,04 / 100,00   |
|                         | Vitorino Silva           | 1     | 0,52 / 100,00   |
|                         | Cândido Ferreira         | 0     | 0,00 / 100,00   |
|                         | Jorge Sequeira           | 0     | 0,00 / 100,00   |
| Votos Inválidos         | Votos Inválidos          | 2     | 1,03 / 100,00   |
| Total                   | Total                    | 194   | 100,00 / 100,00 |
| Eleitorado/Participação | Eleitorado/Participação  | 375   | 51,73 / 100,00  |

#### Alvendre
| Candidato               | Candidato                | Votos | %               |
| ----------------------- | ------------------------ | ----- | --------------- |
|                         | Marcelo Rebelo de Sousa  | 58    | 65,17 / 100,00  |
|                         | António Sampaio da Nóvoa | 13    | 14,61 / 100,00  |
|                         | Marisa Matias            | 11    | 12,36 / 100,00  |
|                         | Maria de Belém Roseira   | 3     | 3,37 / 100,00   |
|                         | Edgar Silva              | 2     | 2,25 / 100,00   |
|                         | Vitorino Silva           | 1     | 1,12 / 100,00   |
|                         | Cândido Ferreira         | 1     | 1,12 / 100,00   |
|                         | Paulo de Morais          | 0     | 0,00 / 100,00   |
|                         | Henrique Neto            | 0     | 0,00 / 100,00   |
|                         | Jorge Sequeira           | 0     | 0,00 / 100,00   |
| Votos Inválidos         | Votos Inválidos          | 1     | 1,11 / 100,00   |
| Total                   | Total                    | 90    | 100,00 / 100,00 |
| Eleitorado/Participação | Eleitorado/Participação  | 221   | 40,72 / 100,00  |

#### Arrifana
| Candidato               | Candidato                | Votos | %               |
| ----------------------- | ------------------------ | ----- | --------------- |
|                         | Marcelo Rebelo de Sousa  | 177   | 64,60 / 100,00  |
|                         | António Sampaio da Nóvoa | 47    | 17,15 / 100,00  |
|                         | Marisa Matias            | 24    | 8,76 / 100,00   |
|                         | Maria de Belém Roseira   | 9     | 3,28 / 100,00   |
|                         | Vitorino Silva           | 5     | 1,82 / 100,00   |
|                         | Henrique Neto            | 4     | 1,46 / 100,00   |
|                         | Paulo de Morais          | 3     | 1,09 / 100,00   |
|                         | Edgar Silva              | 2     | 0,73 / 100,00   |
|                         | Cândido Ferreira         | 2     | 0,73 / 100,00   |
|                         | Jorge Sequeira           | 1     | 0,36 / 100,00   |
| Votos Inválidos         | Votos Inválidos          | 9     | 3,18 / 100,00   |
| Total                   | Total                    | 283   | 100,00 / 100,00 |
| Eleitorado/Participação | Eleitorado/Participação  | 509   | 55,60 / 100,00  |

#### Avelãs da Ribeira
| Candidato               | Candidato                | Votos | %               |
| ----------------------- | ------------------------ | ----- | --------------- |
|                         | Marcelo Rebelo de Sousa  | 54    | 60,00 / 100,00  |
|                         | Marisa Matias            | 16    | 17,78 / 100,00  |
|                         | António Sampaio da Nóvoa | 13    | 14,44 / 100,00  |
|                         | Maria de Belém Roseira   | 3     | 3,33 / 100,00   |
|                         | Edgar Silva              | 2     | 2,22 / 100,00   |
|                         | Vitorino Silva           | 1     | 1,11 / 100,00   |
|                         | Henrique Neto            | 1     | 1,11 / 100,00   |
|                         | Paulo de Morais          | 0     | 0,00 / 100,00   |
|                         | Cândido Ferreira         | 0     | 0,00 / 100,00   |
|                         | Jorge Sequeira           | 0     | 0,00 / 100,00   |
| Votos Inválidos         | Votos Inválidos          | 3     | 3,23 / 100,00   |
| Total                   | Total                    | 93    | 100,00 / 100,00 |
| Eleitorado/Participação | Eleitorado/Participação  | 176   | 52,84 / 100,00  |

#### Avelãs de Ambom e Rocamondo
| Candidato               | Candidato                | Votos | %               |
| ----------------------- | ------------------------ | ----- | --------------- |
|                         | Marcelo Rebelo de Sousa  | 44    | 50,00 / 100,00  |
|                         | António Sampaio da Nóvoa | 23    | 26,14 / 100,00  |
|                         | Maria de Belém Roseira   | 8     | 9,09 / 100,00   |
|                         | Marisa Matias            | 6     | 6,82 / 100,00   |
|                         | Edgar Silva              | 4     | 4,55 / 100,00   |
|                         | Vitorino Silva           | 1     | 1,14 / 100,00   |
|                         | Henrique Neto            | 1     | 1,14 / 100,00   |
|                         | Jorge Sequeira           | 1     | 1,14 / 100,00   |
|                         | Paulo de Morais          | 0     | 0,00 / 100,00   |
|                         | Cândido Ferreira         | 0     | 0,00 / 100,00   |
| Votos Inválidos         | Votos Inválidos          | 2     | 2,22 / 100,00   |
| Total                   | Total                    | 90    | 100,00 / 100,00 |
| Eleitorado/Participação | Eleitorado/Participação  | 164   | 54,88 / 100,00  |

#### Benespera
| Candidato               | Candidato                | Votos | %               |
| ----------------------- | ------------------------ | ----- | --------------- |
|                         | Marcelo Rebelo de Sousa  | 58    | 50,00 / 100,00  |
|                         | António Sampaio da Nóvoa | 37    | 31,90 / 100,00  |
|                         | Maria de Belém Roseira   | 5     | 4,31 / 100,00   |
|                         | Vitorino Silva           | 5     | 4,31 / 100,00   |
|                         | Edgar Silva              | 5     | 4,31 / 100,00   |
|                         | Marisa Matias            | 4     | 3,45 / 100,00   |
|                         | Henrique Neto            | 1     | 0,86 / 100,00   |
|                         | Cândido Ferreira         | 1     | 0,86 / 100,00   |
|                         | Paulo de Morais          | 0     | 0,00 / 100,00   |
|                         | Jorge Sequeira           | 0     | 0,00 / 100,00   |
| Votos Inválidos         | Votos Inválidos          | 4     | 3,34 / 100,00   |
| Total                   | Total                    | 120   | 100,00 / 100,00 |
| Eleitorado/Participação | Eleitorado/Participação  | 374   | 32,09 / 100,00  |

#### Casal de Cinza
| Candidato               | Candidato                | Votos | %               |
| ----------------------- | ------------------------ | ----- | --------------- |
|                         | Marcelo Rebelo de Sousa  | 196   | 72,32 / 100,00  |
|                         | António Sampaio da Nóvoa | 34    | 12,55 / 100,00  |
|                         | Marisa Matias            | 25    | 9,23 / 100,00   |
|                         | Vitorino Silva           | 7     | 2,58 / 100,00   |
|                         | Maria de Belém Roseira   | 5     | 1,85 / 100,00   |
|                         | Edgar Silva              | 2     | 0,74 / 100,00   |
|                         | Henrique Neto            | 1     | 0,37 / 100,00   |
|                         | Cândido Ferreira         | 1     | 0,37 / 100,00   |
|                         | Paulo de Morais          | 0     | 0,00 / 100,00   |
|                         | Jorge Sequeira           | 0     | 0,00 / 100,00   |
| Votos Inválidos         | Votos Inválidos          | 6     | 2,17 / 100,00   |
| Total                   | Total                    | 277   | 100,00 / 100,00 |
| Eleitorado/Participação | Eleitorado/Participação  | 557   | 49,73 / 100,00  |

#### Castanheira
| Candidato               | Candidato                | Votos | %               |
| ----------------------- | ------------------------ | ----- | --------------- |
|                         | Marcelo Rebelo de Sousa  | 129   | 66,49 / 100,00  |
|                         | António Sampaio da Nóvoa | 28    | 14,43 / 100,00  |
|                         | Marisa Matias            | 15    | 7,73 / 100,00   |
|                         | Maria de Belém Roseira   | 5     | 2,58 / 100,00   |
|                         | Vitorino Silva           | 5     | 2,58 / 100,00   |
|                         | Henrique Neto            | 4     | 2,06 / 100,00   |
|                         | Edgar Silva              | 3     | 1,55 / 100,00   |
|                         | Paulo de Morais          | 2     | 1,03 / 100,00   |
|                         | Cândido Ferreira         | 2     | 1,03 / 100,00   |
|                         | Jorge Sequeira           | 1     | 0,52 / 100,00   |
| Votos Inválidos         | Votos Inválidos          | 5     | 2,52 / 100,00   |
| Total                   | Total                    | 199   | 100,00 / 100,00 |
| Eleitorado/Participação | Eleitorado/Participação  | 439   | 45,33 / 100,00  |

#### Cavadoude
| Candidato               | Candidato                | Votos | %               |
| ----------------------- | ------------------------ | ----- | --------------- |
|                         | Marcelo Rebelo de Sousa  | 71    | 51,08 / 100,00  |
|                         | António Sampaio da Nóvoa | 37    | 26,62 / 100,00  |
|                         | Marisa Matias            | 16    | 11,51 / 100,00  |
|                         | Vitorino Silva           | 10    | 7,19 / 100,00   |
|                         | Maria de Belém Roseira   | 3     | 2,16 / 100,00   |
|                         | Edgar Silva              | 1     | 0,72 / 100,00   |
|                         | Paulo de Morais          | 1     | 0,72 / 100,00   |
|                         | Henrique Neto            | 0     | 0,00 / 100,00   |
|                         | Cândido Ferreira         | 0     | 0,00 / 100,00   |
|                         | Jorge Sequeira           | 0     | 0,00 / 100,00   |
| Votos Inválidos         | Votos Inválidos          | 4     | 2,80 / 100,00   |
| Total                   | Total                    | 143   | 100,00 / 100,00 |
| Eleitorado/Participação | Eleitorado/Participação  | 285   | 50,18 / 100,00  |

#### Codesseiro
| Candidato               | Candidato                | Votos | %               |
| ----------------------- | ------------------------ | ----- | --------------- |
|                         | Marcelo Rebelo de Sousa  | 67    | 63,81 / 100,00  |
|                         | Marisa Matias            | 16    | 15,24 / 100,00  |
|                         | António Sampaio da Nóvoa | 12    | 11,43 / 100,00  |
|                         | Maria de Belém Roseira   | 5     | 4,76 / 100,00   |
|                         | Vitorino Silva           | 4     | 3,81 / 100,00   |
|                         | Cândido Ferreira         | 1     | 0,95 / 100,00   |
|                         | Edgar Silva              | 0     | 0,00 / 100,00   |
|                         | Paulo de Morais          | 0     | 0,00 / 100,00   |
|                         | Henrique Neto            | 0     | 0,00 / 100,00   |
|                         | Jorge Sequeira           | 0     | 0,00 / 100,00   |
| Votos Inválidos         | Votos Inválidos          | 4     | 3,67 / 100,00   |
| Total                   | Total                    | 109   | 100,00 / 100,00 |
| Eleitorado/Participação | Eleitorado/Participação  | 227   | 48,02 / 100,00  |

#### Corujeira e Trinta
| Candidato               | Candidato                | Votos | %               |
| ----------------------- | ------------------------ | ----- | --------------- |
|                         | Marcelo Rebelo de Sousa  | 135   | 49,09 / 100,00  |
|                         | António Sampaio da Nóvoa | 80    | 29,09 / 100,00  |
|                         | Marisa Matias            | 28    | 10,18 / 100,00  |
|                         | Maria de Belém Roseira   | 11    | 4,00 / 100,00   |
|                         | Vitorino Silva           | 11    | 4,00 / 100,00   |
|                         | Paulo de Morais          | 5     | 1,82 / 100,00   |
|                         | Henrique Neto            | 3     | 1,09 / 100,00   |
|                         | Edgar Silva              | 2     | 0,73 / 100,00   |
|                         | Cândido Ferreira         | 0     | 0,00 / 100,00   |
|                         | Jorge Sequeira           | 0     | 0,00 / 100,00   |
| Votos Inválidos         | Votos Inválidos          | 6     | 2,13 / 100,00   |
| Total                   | Total                    | 281   | 100,00 / 100,00 |
| Eleitorado/Participação | Eleitorado/Participação  | 633   | 44,39 / 100,00  |

#### Faia
| Candidato               | Candidato                | Votos | %               |
| ----------------------- | ------------------------ | ----- | --------------- |
|                         | Marcelo Rebelo de Sousa  | 59    | 60,82 / 100,00  |
|                         | António Sampaio da Nóvoa | 25    | 25,77 / 100,00  |
|                         | Marisa Matias            | 6     | 6,19 / 100,00   |
|                         | Vitorino Silva           | 3     | 3,09 / 100,00   |
|                         | Edgar Silva              | 2     | 2,06 / 100,00   |
|                         | Henrique Neto            | 1     | 1,03 / 100,00   |
|                         | Cândido Ferreira         | 1     | 1,03 / 100,00   |
|                         | Maria de Belém Roseira   | 0     | 0,00 / 100,00   |
|                         | Paulo de Morais          | 0     | 0,00 / 100,00   |
|                         | Jorge Sequeira           | 0     | 0,00 / 100,00   |
| Votos Inválidos         | Votos Inválidos          | 3     | 3,00 / 100,00   |
| Total                   | Total                    | 100   | 100,00 / 100,00 |
| Eleitorado/Participação | Eleitorado/Participação  | 197   | 50,76 / 100,00  |

#### Famalicão
| Candidato               | Candidato                | Votos | %               |
| ----------------------- | ------------------------ | ----- | --------------- |
|                         | Marcelo Rebelo de Sousa  | 125   | 51,65 / 100,00  |
|                         | António Sampaio da Nóvoa | 53    | 21,90 / 100,00  |
|                         | Marisa Matias            | 34    | 14,05 / 100,00  |
|                         | Maria de Belém Roseira   | 19    | 7,85 / 100,00   |
|                         | Edgar Silva              | 5     | 2,07 / 100,00   |
|                         | Vitorino Silva           | 2     | 0,83 / 100,00   |
|                         | Cândido Ferreira         | 2     | 0,83 / 100,00   |
|                         | Henrique Neto            | 1     | 0,41 / 100,00   |
|                         | Jorge Sequeira           | 1     | 0,41 / 100,00   |
|                         | Paulo de Morais          | 0     | 0,00 / 100,00   |
| Votos Inválidos         | Votos Inválidos          | 7     | 2,81 / 100,00   |
| Total                   | Total                    | 249   | 100,00 / 100,00 |
| Eleitorado/Participação | Eleitorado/Participação  | 576   | 43,23 / 100,00  |

#### Fernão Joanes
| Candidato              | Candidato                | Votos | %               |
| ---------------------- | ------------------------ | ----- | --------------- |
|                        | Marcelo Rebelo de Sousa  | 68    | 46,90 / 100,00  |
|                        | António Sampaio da Nóvoa | 43    | 29,66 / 100,00  |
|                        | Marisa Matias            | 18    | 12,41 / 100,00  |
|                        | Maria de Belém Roseira   | 12    | 8,28 / 100,00   |
|                        | Paulo de Morais          | 2     | 1,38 / 100,00   |
|                        | Henrique Neto            | 2     | 1,38 / 100,00   |
|                        | Vitorino Silva           | 0     | 0,00 / 100,00   |
|                        | Edgar Silva              | 0     | 0,00 / 100,00   |
|                        | Cândido Ferreira         | 0     | 0,00 / 100,00   |
|                        | Jorge Sequeira           | 0     | 0,00 / 100,00   |
| Votos Inválidos        | Votos Inválidos          | 3     | 2,03 / 100,00   |
| Total                  | Total                    | 148   | 100,00 / 100,00 |
| Eleitorado/Participaçã | Eleitorado/Participaçã   | 327   | 45,26 / 100,00  |

#### Gonçalo
| Candidato              | Candidato                | Votos | %               |
| ---------------------- | ------------------------ | ----- | --------------- |
|                        | António Sampaio da Nóvoa | 199   | 35,28 / 100,00  |
|                        | Marcelo Rebelo de Sousa  | 190   | 33,69 / 100,00  |
|                        | Marisa Matias            | 72    | 12,77 / 100,00  |
|                        | Edgar Silva              | 48    | 8,51 / 100,00   |
|                        | Maria de Belém Roseira   | 32    | 5,67 / 100,00   |
|                        | Vitorino Silva           | 14    | 2,48 / 100,00   |
|                        | Henrique Neto            | 3     | 0,53 / 100,00   |
|                        | Paulo de Morais          | 2     | 0,35 / 100,00   |
|                        | Cândido Ferreira         | 2     | 0,35 / 100,00   |
|                        | Jorge Sequeira           | 2     | 0,35 / 100,00   |
| Votos Inválidos        | Votos Inválidos          | 9     | 1,57 / 100,00   |
| Total                  | Total                    | 573   | 100,00 / 100,00 |
| Eleitorado/Participaçã | Eleitorado/Participaçã   | 1 146 | 50,00 / 100,00  |

#### Gonçalo Bocas
| Candidato              | Candidato                | Votos | %               |
| ---------------------- | ------------------------ | ----- | --------------- |
|                        | Marcelo Rebelo de Sousa  | 71    | 59,17 / 100,00  |
|                        | António Sampaio da Nóvoa | 23    | 19,17 / 100,00  |
|                        | Marisa Matias            | 12    | 10,00 / 100,00  |
|                        | Maria de Belém Roseira   | 6     | 5,00 / 100,00   |
|                        | Vitorino Silva           | 2     | 1,67 / 100,00   |
|                        | Edgar Silva              | 2     | 1,67 / 100,00   |
|                        | Jorge Sequeira           | 2     | 1,67 / 100,00   |
|                        | Paulo de Morais          | 1     | 0,83 / 100,00   |
|                        | Cândido Ferreira         | 1     | 0,83 / 100,00   |
|                        | Henrique Neto            | 1     | 0,00 / 100,00   |
| Votos Inválidos        | Votos Inválidos          | 8     | 6,26 / 100,00   |
| Total                  | Total                    | 128   | 100,00 / 100,00 |
| Eleitorado/Participaçã | Eleitorado/Participaçã   | 225   | 56,89 / 100,00  |

#### Guarda
| Candidato              | Candidato                | Votos  | %               |
| ---------------------- | ------------------------ | ------ | --------------- |
|                        | Marcelo Rebelo de Sousa  | 6 457  | 56,00 / 100,00  |
|                        | António Sampaio da Nóvoa | 2 718  | 23,57 / 100,00  |
|                        | Marisa Matias            | 1 282  | 11,12 / 100,00  |
|                        | Maria de Belém Roseira   | 337    | 2,92 / 100,00   |
|                        | Vitorino Silva           | 284    | 2,46 / 100,00   |
|                        | Paulo de Morais          | 249    | 2,16 / 100,00   |
|                        | Edgar Silva              | 113    | 0,98 / 100,00   |
|                        | Henrique Neto            | 58     | 0,50 / 100,00   |
|                        | Jorge Sequeira           | 19     | 0,16 / 100,00   |
|                        | Cândido Ferreira         | 14     | 0,12 / 100,00   |
| Votos Inválidos        | Votos Inválidos          | 220    | 1,87 / 100,00   |
| Total                  | Total                    | 11 751 | 100,00 / 100,00 |
| Eleitorado/Participaçã | Eleitorado/Participaçã   | 23 182 | 50,69 / 100,00  |

#### Jarmelo (São Miguel)
| Candidato              | Candidato                | Votos | %               |
| ---------------------- | ------------------------ | ----- | --------------- |
|                        | Marcelo Rebelo de Sousa  | 121   | 58,45 / 100,00  |
|                        | António Sampaio da Nóvoa | 48    | 23,19 / 100,00  |
|                        | Marisa Matias            | 21    | 10,14 / 100,00  |
|                        | Maria de Belém Roseira   | 6     | 2,90 / 100,00   |
|                        | Vitorino Silva           | 3     | 1,45 / 100,00   |
|                        | Cândido Ferreira         | 3     | 1,45 / 100,00   |
|                        | Paulo de Morais          | 2     | 0,97 / 100,00   |
|                        | Edgar Silva              | 2     | 0,97 / 100,00   |
|                        | Henrique Neto            | 1     | 0,48 / 100,00   |
|                        | Jorge Sequeira           | 0     | 0,00 / 100,00   |
| Votos Inválidos        | Votos Inválidos          | 5     | 2,36 / 100,00   |
| Total                  | Total                    | 212   | 100,00 / 100,00 |
| Eleitorado/Participaçã | Eleitorado/Participaçã   | 332   | 63,86 / 100,00  |

#### Jarmelo (São Pedro)
| Candidato              | Candidato                | Votos | %               |
| ---------------------- | ------------------------ | ----- | --------------- |
|                        | Marcelo Rebelo de Sousa  | 124   | 65,26 / 100,00  |
|                        | António Sampaio da Nóvoa | 35    | 18,42 / 100,00  |
|                        | Marisa Matias            | 12    | 6,32 / 100,00   |
|                        | Maria de Belém Roseira   | 7     | 3,68 / 100,00   |
|                        | Vitorino Silva           | 4     | 2,11 / 100,00   |
|                        | Paulo de Morais          | 4     | 2,11 / 100,00   |
|                        | Edgar Silva              | 3     | 1,58 / 100,00   |
|                        | Henrique Neto            | 1     | 0,53 / 100,00   |
|                        | Cândido Ferreira         | 0     | 0,00 / 100,00   |
|                        | Jorge Sequeira           | 0     | 0,00 / 100,00   |
| Votos Inválidos        | Votos Inválidos          | 9     | 4,53 / 100,00   |
| Total                  | Total                    | 199   | 100,00 / 100,00 |
| Eleitorado/Participaçã | Eleitorado/Participaçã   | 322   | 61,80 / 100,00  |

#### João Antão
| Candidato              | Candidato                | Votos | %               |
| ---------------------- | ------------------------ | ----- | --------------- |
|                        | Marcelo Rebelo de Sousa  | 48    | 54,55 / 100,00  |
|                        | António Sampaio da Nóvoa | 23    | 26,14 / 100,00  |
|                        | Marisa Matias            | 7     | 7,95 / 100,00   |
|                        | Vitorino Silva           | 6     | 6,82 / 100,00   |
|                        | Edgar Silva              | 2     | 2,27 / 100,00   |
|                        | Maria de Belém Roseira   | 1     | 1,14 / 100,00   |
|                        | Paulo de Morais          | 1     | 1,14 / 100,00   |
|                        | Henrique Neto            | 0     | 0,00 / 100,00   |
|                        | Cândido Ferreira         | 0     | 0,00 / 100,00   |
|                        | Jorge Sequeira           | 0     | 0,00 / 100,00   |
| Votos Inválidos        | Votos Inválidos          | 3     | 3,30 / 100,00   |
| Total                  | Total                    | 91    | 100,00 / 100,00 |
| Eleitorado/Participaçã | Eleitorado/Participaçã   | 167   | 54,49 / 100,00  |

#### Maçainhas
| Candidato              | Candidato                | Votos | %               |
| ---------------------- | ------------------------ | ----- | --------------- |
|                        | Marcelo Rebelo de Sousa  | 248   | 43,43 / 100,00  |
|                        | António Sampaio da Nóvoa | 190   | 33,27 / 100,00  |
|                        | Marisa Matias            | 77    | 13,49 / 100,00  |
|                        | Maria de Belém Roseira   | 28    | 4,90 / 100,00   |
|                        | Edgar Silva              | 11    | 1,93 / 100,00   |
|                        | Vitorino Silva           | 8     | 1,40 / 100,00   |
|                        | Paulo de Morais          | 5     | 0,88 / 100,00   |
|                        | Henrique Neto            | 2     | 0,35 / 100,00   |
|                        | Jorge Sequeira           | 2     | 0,35 / 100,00   |
|                        | Cândido Ferreira         | 0     | 0,00 / 100,00   |
| Votos Inválidos        | Votos Inválidos          | 13    | 2,22 / 100,00   |
| Total                  | Total                    | 584   | 100,00 / 100,00 |
| Eleitorado/Participaçã | Eleitorado/Participaçã   | 1 061 | 55,04 / 100,00  |

#### Marmeleiro
| Candidato              | Candidato                | Votos | %               |
| ---------------------- | ------------------------ | ----- | --------------- |
|                        | Marcelo Rebelo de Sousa  | 148   | 71,84 / 100,00  |
|                        | António Sampaio da Nóvoa | 33    | 16,02 / 100,00  |
|                        | Marisa Matias            | 7     | 3,40 / 100,00   |
|                        | Vitorino Silva           | 7     | 3,40 / 100,00   |
|                        | Paulo de Morais          | 5     | 2,43 / 100,00   |
|                        | Edgar Silva              | 4     | 1,94 / 100,00   |
|                        | Maria de Belém Roseira   | 2     | 0,97 / 100,00   |
|                        | Henrique Neto            | 0     | 0,00 / 100,00   |
|                        | Cândido Ferreira         | 0     | 0,00 / 100,00   |
|                        | Jorge Sequeira           | 0     | 0,00 / 100,00   |
| Votos Inválidos        | Votos Inválidos          | 2     | 0,96 / 100,00   |
| Total                  | Total                    | 208   | 100,00 / 100,00 |
| Eleitorado/Participaçã | Eleitorado/Participaçã   | 512   | 40,63 / 100,00  |

#### Meios
| Candidato              | Candidato                | Votos | %               |
| ---------------------- | ------------------------ | ----- | --------------- |
|                        | Marcelo Rebelo de Sousa  | 49    | 54,44 / 100,00  |
|                        | António Sampaio da Nóvoa | 22    | 24,44 / 100,00  |
|                        | Marisa Matias            | 9     | 10,00 / 100,00  |
|                        | Vitorino Silva           | 5     | 5,56 / 100,00   |
|                        | Maria de Belém Roseira   | 4     | 4,44 / 100,00   |
|                        | Henrique Neto            | 1     | 1,11 / 100,00   |
|                        | Paulo de Morais          | 0     | 0,00 / 100,00   |
|                        | Edgar Silva              | 0     | 0,00 / 100,00   |
|                        | Cândido Ferreira         | 0     | 0,00 / 100,00   |
|                        | Jorge Sequeira           | 0     | 0,00 / 100,00   |
| Votos Inválidos        | Votos Inválidos          | 3     | 3,23 / 100,00   |
| Total                  | Total                    | 93    | 100,00 / 100,00 |
| Eleitorado/Participaçã | Eleitorado/Participaçã   | 198   | 46,97 / 100,00  |

#### Mizarela, Pero Soares e Vila Soeiro
| Candidato              | Candidato                | Votos | %               |
| ---------------------- | ------------------------ | ----- | --------------- |
|                        | Marcelo Rebelo de Sousa  | 47    | 36,15 / 100,00  |
|                        | António Sampaio da Nóvoa | 44    | 33,85 / 100,00  |
|                        | Maria de Belém Roseira   | 17    | 13,08 / 100,00  |
|                        | Marisa Matias            | 14    | 10,77 / 100,00  |
|                        | Vitorino Silva           | 3     | 2,31 / 100,00   |
|                        | Cândido Ferreira         | 2     | 1,54 / 100,00   |
|                        | Henrique Neto            | 1     | 0,77 / 100,00   |
|                        | Paulo de Morais          | 1     | 0,77 / 100,00   |
|                        | Edgar Silva              | 1     | 0,77 / 100,00   |
|                        | Jorge Sequeira           | 0     | 0,00 / 100,00   |
| Votos Inválidos        | Votos Inválidos          | 7     | 5,11 / 100,00   |
| Total                  | Total                    | 137   | 100,00 / 100,00 |
| Eleitorado/Participaçã | Eleitorado/Participaçã   | 289   | 47,40 / 100,00  |

#### Panoias de Cima
| Candidato              | Candidato                | Votos | %               |
| ---------------------- | ------------------------ | ----- | --------------- |
|                        | Marcelo Rebelo de Sousa  | 153   | 54,06 / 100,00  |
|                        | António Sampaio da Nóvoa | 64    | 22,61 / 100,00  |
|                        | Marisa Matias            | 34    | 12,01 / 100,00  |
|                        | Maria de Belém Roseira   | 12    | 4,24 / 100,00   |
|                        | Vitorino Silva           | 12    | 4,24 / 100,00   |
|                        | Paulo de Morais          | 6     | 2,12 / 100,00   |
|                        | Edgar Silva              | 1     | 0,35 / 100,00   |
|                        | Henrique Neto            | 1     | 0,35 / 100,00   |
|                        | Cândido Ferreira         | 0     | 0,00 / 100,00   |
|                        | Jorge Sequeira           | 0     | 0,00 / 100,00   |
| Votos Inválidos        | Votos Inválidos          | 6     | 2,07 / 100,00   |
| Total                  | Total                    | 289   | 100,00 / 100,00 |
| Eleitorado/Participaçã | Eleitorado/Participaçã   | 598   | 48,33 / 100,00  |

#### Pega
| Candidato              | Candidato                | Votos | %               |
| ---------------------- | ------------------------ | ----- | --------------- |
|                        | Marcelo Rebelo de Sousa  | 43    | 57,33 / 100,00  |
|                        | Marisa Matias            | 10    | 13,33 / 100,00  |
|                        | António Sampaio da Nóvoa | 8     | 10,67 / 100,00  |
|                        | Maria de Belém Roseira   | 8     | 10,67 / 100,00  |
|                        | Vitorino Silva           | 3     | 4,00 / 100,00   |
|                        | Paulo de Morais          | 2     | 2,67 / 100,00   |
|                        | Henrique Neto            | 1     | 1,33 / 100,00   |
|                        | Edgar Silva              | 0     | 0,00 / 100,00   |
|                        | Cândido Ferreira         | 0     | 0,00 / 100,00   |
|                        | Jorge Sequeira           | 0     | 0,00 / 100,00   |
| Votos Inválidos        | Votos Inválidos          | 1     | 1,32 / 100,00   |
| Total                  | Total                    | 76    | 100,00 / 100,00 |
| Eleitorado/Participaçã | Eleitorado/Participaçã   | 273   | 27,84 / 100,00  |

#### Pera do Moço
| Candidato              | Candidato                | Votos | %               |
| ---------------------- | ------------------------ | ----- | --------------- |
|                        | Marcelo Rebelo de Sousa  | 279   | 64,14 / 100,00  |
|                        | António Sampaio da Nóvoa | 65    | 14,94 / 100,00  |
|                        | Marisa Matias            | 44    | 10,11 / 100,00  |
|                        | Maria de Belém Roseira   | 22    | 5,06 / 100,00   |
|                        | Vitorino Silva           | 11    | 2,53 / 100,00   |
|                        | Paulo de Morais          | 5     | 2,53 / 100,00   |
|                        | Edgar Silva              | 4     | 0,92 / 100,00   |
|                        | Cândido Ferreira         | 3     | 0,69 / 100,00   |
|                        | Henrique Neto            | 2     | 0,46 / 100,00   |
|                        | Jorge Sequeira           | 0     | 0,00 / 100,00   |
| Votos Inválidos        | Votos Inválidos          | 22    | 4,82 / 100,00   |
| Total                  | Total                    | 457   | 100,00 / 100,00 |
| Eleitorado/Participaçã | Eleitorado/Participaçã   | 811   | 56,35 / 100,00  |

#### Porto da Carne
| Candidato              | Candidato                | Votos | %               |
| ---------------------- | ------------------------ | ----- | --------------- |
|                        | Marcelo Rebelo de Sousa  | 124   | 71,68 / 100,00  |
|                        | António Sampaio da Nóvoa | 26    | 15,03 / 100,00  |
|                        | Maria de Belém Roseira   | 11    | 6,36 / 100,00   |
|                        | Marisa Matias            | 8     | 4,62 / 100,00   |
|                        | Vitorino Silva           | 4     | 2,31 / 100,00   |
|                        | Paulo de Morais          | 0     | 0,00 / 100,00   |
|                        | Edgar Silva              | 0     | 0,00 / 100,00   |
|                        | Cândido Ferreira         | 0     | 0,00 / 100,00   |
|                        | Henrique Neto            | 0     | 0,00 / 100,00   |
|                        | Jorge Sequeira           | 0     | 0,00 / 100,00   |
| Votos Inválidos        | Votos Inválidos          | 9     | 4,95 / 100,00   |
| Total                  | Total                    | 182   | 100,00 / 100,00 |
| Eleitorado/Participaçã | Eleitorado/Participaçã   | 318   | 57,23 / 100,00  |

#### Pousade e Albardo
| Candidato              | Candidato                | Votos | %               |
| ---------------------- | ------------------------ | ----- | --------------- |
|                        | Marcelo Rebelo de Sousa  | 96    | 63,58 / 100,00  |
|                        | António Sampaio da Nóvoa | 27    | 17,88 / 100,00  |
|                        | Maria de Belém Roseira   | 8     | 5,30 / 100,00   |
|                        | Marisa Matias            | 7     | 4,64 / 100,00   |
|                        | Vitorino Silva           | 5     | 3,31 / 100,00   |
|                        | Paulo de Morais          | 5     | 3,31 / 100,00   |
|                        | Henrique Neto            | 3     | 1,99 / 100,00   |
|                        | Edgar Silva              | 0     | 0,00 / 100,00   |
|                        | Cândido Ferreira         | 0     | 0,00 / 100,00   |
|                        | Jorge Sequeira           | 0     | 0,00 / 100,00   |
| Votos Inválidos        | Votos Inválidos          | 7     | 4,43 / 100,00   |
| Total                  | Total                    | 158   | 100,00 / 100,00 |
| Eleitorado/Participaçã | Eleitorado/Participaçã   | 330   | 47,88 / 100,00  |

#### Ramela
| Candidato              | Candidato                | Votos | %               |
| ---------------------- | ------------------------ | ----- | --------------- |
|                        | Marcelo Rebelo de Sousa  | 68    | 63,55 / 100,00  |
|                        | António Sampaio da Nóvoa | 16    | 14,95 / 100,00  |
|                        | Maria de Belém Roseira   | 10    | 9,35 / 100,00   |
|                        | Marisa Matias            | 8     | 7,48 / 100,00   |
|                        | Vitorino Silva           | 2     | 1,87 / 100,00   |
|                        | Cândido Ferreira         | 2     | 1,87 / 100,00   |
|                        | Henrique Neto            | 1     | 0,93 / 100,00   |
|                        | Paulo de Morais          | 0     | 0,00 / 100,00   |
|                        | Edgar Silva              | 0     | 0,00 / 100,00   |
|                        | Jorge Sequeira           | 0     | 0,00 / 100,00   |
| Votos Inválidos        | Votos Inválidos          | 9     | 7,75 / 100,00   |
| Total                  | Total                    | 116   | 100,00 / 100,00 |
| Eleitorado/Participaçã | Eleitorado/Participaçã   | 213   | 54,46 / 100,00  |

#### Rochoso e Monte Margarida
| Candidato              | Candidato                | Votos | %               |
| ---------------------- | ------------------------ | ----- | --------------- |
|                        | Marcelo Rebelo de Sousa  | 105   | 67,31 / 100,00  |
|                        | António Sampaio da Nóvoa | 20    | 12,82 / 100,00  |
|                        | Maria de Belém Roseira   | 13    | 8,33 / 100,00   |
|                        | Marisa Matias            | 6     | 3,85 / 100,00   |
|                        | Paulo de Morais          | 5     | 3,21 / 100,00   |
|                        | Edgar Silva              | 4     | 2,56 / 100,00   |
|                        | Vitorino Silva           | 2     | 1,28 / 100,00   |
|                        | Henrique Neto            | 1     | 0,64 / 100,00   |
|                        | Cândido Ferreira         | 0     | 0,00 / 100,00   |
|                        | Jorge Sequeira           | 0     | 0,00 / 100,00   |
| Votos Inválidos        | Votos Inválidos          | 0     | 0,00 / 100,00   |
| Total                  | Total                    | 156   | 100,00 / 100,00 |
| Eleitorado/Participaçã | Eleitorado/Participaçã   | 328   | 47,56 / 100,00  |

#### Santana da Azinha
| Candidato              | Candidato                | Votos | %               |
| ---------------------- | ------------------------ | ----- | --------------- |
|                        | Marcelo Rebelo de Sousa  | 101   | 65,58 / 100,00  |
|                        | António Sampaio da Nóvoa | 23    | 14,94 / 100,00  |
|                        | Marisa Matias            | 19    | 12,34 / 100,00  |
|                        | Vitorino Silva           | 4     | 2,60 / 100,00   |
|                        | Maria de Belém Roseira   | 3     | 1,95 / 100,00   |
|                        | Henrique Neto            | 2     | 1,30 / 100,00   |
|                        | Paulo de Morais          | 1     | 0,65 / 100,00   |
|                        | Edgar Silva              | 1     | 0,65 / 100,00   |
|                        | Cândido Ferreira         | 0     | 0,00 / 100,00   |
|                        | Jorge Sequeira           | 0     | 0,00 / 100,00   |
| Votos Inválidos        | Votos Inválidos          | 1     | 0,65 / 100,00   |
| Total                  | Total                    | 155   | 100,00 / 100,00 |
| Eleitorado/Participaçã | Eleitorado/Participaçã   | 450   | 34,44 / 100,00  |

#### Sobral da Serra
| Candidato              | Candidato                | Votos | %               |
| ---------------------- | ------------------------ | ----- | --------------- |
|                        | Marcelo Rebelo de Sousa  | 80    | 61,07 / 100,00  |
|                        | António Sampaio da Nóvoa | 27    | 20,61 / 100,00  |
|                        | Marisa Matias            | 10    | 7,63 / 100,00   |
|                        | Maria de Belém Roseira   | 6     | 4,58 / 100,00   |
|                        | Paulo de Morais          | 3     | 2,29 / 100,00   |
|                        | Vitorino Silva           | 2     | 1,53 / 100,00   |
|                        | Edgar Silva              | 2     | 1,53 / 100,00   |
|                        | Henrique Neto            | 1     | 0,76 / 100,00   |
|                        | Cândido Ferreira         | 0     | 0,00 / 100,00   |
|                        | Jorge Sequeira           | 0     | 0,00 / 100,00   |
| Votos Inválidos        | Votos Inválidos          | 6     | 4,38 / 100,00   |
| Total                  | Total                    | 137   | 100,00 / 100,00 |
| Eleitorado/Participaçã | Eleitorado/Participaçã   | 261   | 52,49 / 100,00  |

#### Vale de Estrela
| Candidato              | Candidato                | Votos | %               |
| ---------------------- | ------------------------ | ----- | --------------- |
|                        | Marcelo Rebelo de Sousa  | 130   | 59,36 / 100,00  |
|                        | António Sampaio da Nóvoa | 52    | 23,74 / 100,00  |
|                        | Marisa Matias            | 16    | 7,31 / 100,00   |
|                        | Maria de Belém Roseira   | 10    | 4,57 / 100,00   |
|                        | Vitorino Silva           | 5     | 2,28 / 100,00   |
|                        | Edgar Silva              | 3     | 1,37 / 100,00   |
|                        | Paulo de Morais          | 1     | 0,46 / 100,00   |
|                        | Henrique Neto            | 1     | 0,46 / 100,00   |
|                        | Cândido Ferreira         | 1     | 0,46 / 100,00   |
|                        | Jorge Sequeira           | 0     | 0,00 / 100,00   |
| Votos Inválidos        | Votos Inválidos          | 4     | 1,79 / 100,00   |
| Total                  | Total                    | 223   | 100,00 / 100,00 |
| Eleitorado/Participaçã | Eleitorado/Participaçã   | 399   | 55,89 / 100,00  |

#### Valhelhas
| Candidato              | Candidato                | Votos | %               |
| ---------------------- | ------------------------ | ----- | --------------- |
|                        | Marcelo Rebelo de Sousa  | 69    | 37,91 / 100,00  |
|                        | António Sampaio da Nóvoa | 66    | 36,26 / 100,00  |
|                        | Marisa Matias            | 18    | 9,89 / 100,00   |
|                        | Vitorino Silva           | 12    | 6,59 / 100,00   |
|                        | Maria de Belém Roseira   | 6     | 3,30 / 100,00   |
|                        | Paulo de Morais          | 6     | 3,30 / 100,00   |
|                        | Edgar Silva              | 3     | 1,65 / 100,00   |
|                        | Henrique Neto            | 1     | 0,55 / 100,00   |
|                        | Cândido Ferreira         | 1     | 0,55 / 100,00   |
|                        | Jorge Sequeira           | 0     | 0,00 / 100,00   |
| Votos Inválidos        | Votos Inválidos          | 6     | 3,19 / 100,00   |
| Total                  | Total                    | 188   | 100,00 / 100,00 |
| Eleitorado/Participaçã | Eleitorado/Participaçã   | 428   | 43,93 / 100,00  |

#### Vela
| Candidato              | Candidato                | Votos | %               |
| ---------------------- | ------------------------ | ----- | --------------- |
|                        | Marcelo Rebelo de Sousa  | 102   | 51,26 / 100,00  |
|                        | António Sampaio da Nóvoa | 58    | 29,15 / 100,00  |
|                        | Marisa Matias            | 22    | 11,06 / 100,00  |
|                        | Vitorino Silva           | 6     | 3,02 / 100,00   |
|                        | Maria de Belém Roseira   | 5     | 2,51 / 100,00   |
|                        | Paulo de Morais          | 5     | 2,51 / 100,00   |
|                        | Jorge Sequeira           | 1     | 0,50 / 100,00   |
|                        | Edgar Silva              | 0     | 0,00 / 100,00   |
|                        | Henrique Neto            | 0     | 0,00 / 100,00   |
|                        | Cândido Ferreira         | 0     | 0,00 / 100,00   |
| Votos Inválidos        | Votos Inválidos          | 5     | 2,45 / 100,00   |
| Total                  | Total                    | 204   | 100,00 / 100,00 |
| Eleitorado/Participaçã | Eleitorado/Participaçã   | 412   | 49,51 / 100,00  |

#### Videmonte
| Candidato              | Candidato                | Votos | %               |
| ---------------------- | ------------------------ | ----- | --------------- |
|                        | Marcelo Rebelo de Sousa  | 157   | 62,06 / 100,00  |
|                        | António Sampaio da Nóvoa | 36    | 14,23 / 100,00  |
|                        | Marisa Matias            | 24    | 9,49 / 100,00   |
|                        | Maria de Belém Roseira   | 12    | 4,74 / 100,00   |
|                        | Vitorino Silva           | 11    | 4,35 / 100,00   |
|                        | Henrique Neto            | 4     | 1,58 / 100,00   |
|                        | Paulo de Morais          | 3     | 1,19 / 100,00   |
|                        | Edgar Silva              | 3     | 1,19 / 100,00   |
|                        | Jorge Sequeira           | 3     | 1,19 / 100,00   |
|                        | Cândido Ferreira         | 0     | 0,00 / 100,00   |
| Votos Inválidos        | Votos Inválidos          | 5     | 1,94 / 100,00   |
| Total                  | Total                    | 258   | 100,00 / 100,00 |
| Eleitorado/Participaçã | Eleitorado/Participaçã   | 466   | 55,36 / 100,00  |

#### Vila Cortês do Mondego
| Candidato              | Candidato                | Votos | %               |
| ---------------------- | ------------------------ | ----- | --------------- |
|                        | António Sampaio da Nóvoa | 46    | 35,38 / 100,00  |
|                        | Marcelo Rebelo de Sousa  | 40    | 30,77 / 100,00  |
|                        | Marisa Matias            | 24    | 18,46 / 100,00  |
|                        | Maria de Belém Roseira   | 7     | 5,38 / 100,00   |
|                        | Vitorino Silva           | 6     | 4,62 / 100,00   |
|                        | Edgar Silva              | 4     | 3,08 / 100,00   |
|                        | Paulo de Morais          | 2     | 1,54 / 100,00   |
|                        | Henrique Neto            | 1     | 0,77 / 100,00   |
|                        | Cândido Ferreira         | 0     | 0,00 / 100,00   |
|                        | Jorge Sequeira           | 0     | 0,00 / 100,00   |
| Votos Inválidos        | Votos Inválidos          | 1     | 0,76 / 100,00   |
| Total                  | Total                    | 131   | 100,00 / 100,00 |
| Eleitorado/Participaçã | Eleitorado/Participaçã   | 273   | 47,99 / 100,00  |

#### Vila Fernando
| Candidato              | Candidato                | Votos | %               |
| ---------------------- | ------------------------ | ----- | --------------- |
|                        | Marcelo Rebelo de Sousa  | 148   | 73,63 / 100,00  |
|                        | António Sampaio da Nóvoa | 25    | 12,44 / 100,00  |
|                        | Marisa Matias            | 16    | 7,96 / 100,00   |
|                        | Vitorino Silva           | 6     | 2,99 / 100,00   |
|                        | Maria de Belém Roseira   | 2     | 1,00 / 100,00   |
|                        | Henrique Neto            | 2     | 1,00 / 100,00   |
|                        | Paulo de Morais          | 1     | 0,50 / 100,00   |
|                        | Edgar Silva              | 1     | 0,50 / 100,00   |
|                        | Cândido Ferreira         | 0     | 0,00 / 100,00   |
|                        | Jorge Sequeira           | 0     | 0,00 / 100,00   |
| Votos Inválidos        | Votos Inválidos          | 7     | 3,36 / 100,00   |
| Total                  | Total                    | 208   | 100,00 / 100,00 |
| Eleitorado/Participaçã | Eleitorado/Participaçã   | 523   | 39,77 / 100,00  |

#### Vila Franca do Deão
| Candidato              | Candidato                | Votos | %               |
| ---------------------- | ------------------------ | ----- | --------------- |
|                        | Marcelo Rebelo de Sousa  | 46    | 56,10 / 100,00  |
|                        | António Sampaio da Nóvoa | 16    | 19,51 / 100,00  |
|                        | Marisa Matias            | 8     | 9,76 / 100,00   |
|                        | Maria de Belém Roseira   | 5     | 6,10 / 100,00   |
|                        | Vitorino Silva           | 4     | 4,88 / 100,00   |
|                        | Paulo de Morais          | 2     | 2,44 / 100,00   |
|                        | Edgar Silva              | 1     | 1,22 / 100,00   |
|                        | Henrique Neto            | 0     | 0,00 / 100,00   |
|                        | Cândido Ferreira         | 0     | 0,00 / 100,00   |
|                        | Jorge Sequeira           | 0     | 0,00 / 100,00   |
| Votos Inválidos        | Votos Inválidos          | 2     | 2,38 / 100,00   |
| Total                  | Total                    | 84    | 100,00 / 100,00 |
| Eleitorado/Participaçã | Eleitorado/Participaçã   | 177   | 47,46 / 100,00  |

#### Vila Garcia
| Candidato              | Candidato                | Votos | %               |
| ---------------------- | ------------------------ | ----- | --------------- |
|                        | Marcelo Rebelo de Sousa  | 115   | 66,86 / 100,00  |
|                        | António Sampaio da Nóvoa | 27    | 15,70 / 100,00  |
|                        | Marisa Matias            | 17    | 9,88 / 100,00   |
|                        | Maria de Belém Roseira   | 6     | 3,49 / 100,00   |
|                        | Vitorino Silva           | 6     | 3,49 / 100,00   |
|                        | Edgar Silva              | 1     | 0,50 / 100,00   |
|                        | Paulo de Morais          | 0     | 0,00 / 100,00   |
|                        | Henrique Neto            | 0     | 0,00 / 100,00   |
|                        | Cândido Ferreira         | 0     | 0,00 / 100,00   |
|                        | Jorge Sequeira           | 0     | 0,00 / 100,00   |
| Votos Inválidos        | Votos Inválidos          | 8     | 4,45 / 100,00   |
| Total                  | Total                    | 180   | 100,00 / 100,00 |
| Eleitorado/Participaçã | Eleitorado/Participaçã   | 302   | 59,60 / 100,00  |